# Ext3
ext3 er et Linux-filsystem. Et filsystem er en datastruktur som anvendes på et baggrundslager.
Det nye med ext3 i forhold til ext2 er, at der er en metadata-journal, der gør det muligt hurtigt at genskabe et brugbart filsystem efter et strømsvigt eller andre fejl. Data vil muligvis gå tabt, men filsystemets struktur vil være intakt.
ext3 er helt kompatibel med ext2. Hvis det aktiveres som et ext2-filsystem, virker det på præcis samme måde.